# Grasshopper (drink)
Grasshopper är en söt drink med distinkt grön färg och mintsmak. Den dricks gärna efter maten och består av lika delar crème de menthe, crème de cacao och grädde. Den skakas med is innan den silas upp i ett kylt cocktailglas. Den gröna färgen har gett drinken sitt namn, som betyder ungefär gräshoppa, eftersom gräshoppor förknippas med grönt.
Baren Tujague's i New Orleans uppger att den skapades av ägaren på 1910-talet, eller kanske under förbudstiden på 1920-talet. Han ska ha skapat drinken under en tävling i New York där han kom på andra plats. Den började bli populär i Sydstaterna på 1950- och 1960-talet, och var som mest populär på 1970- och 1980-talen. Det är en ganska svag drink, båda likörerna ligger under 25% i alkoholstyrka. En variant spetsad med vodka kallas Flying Grashopper, och om grädden byts mot glass, vilket har populariserats i Wisconsin, så kallas den Frozen Grasshopper.